# Декларация Словацкого национального совета о независимости словацкой нации

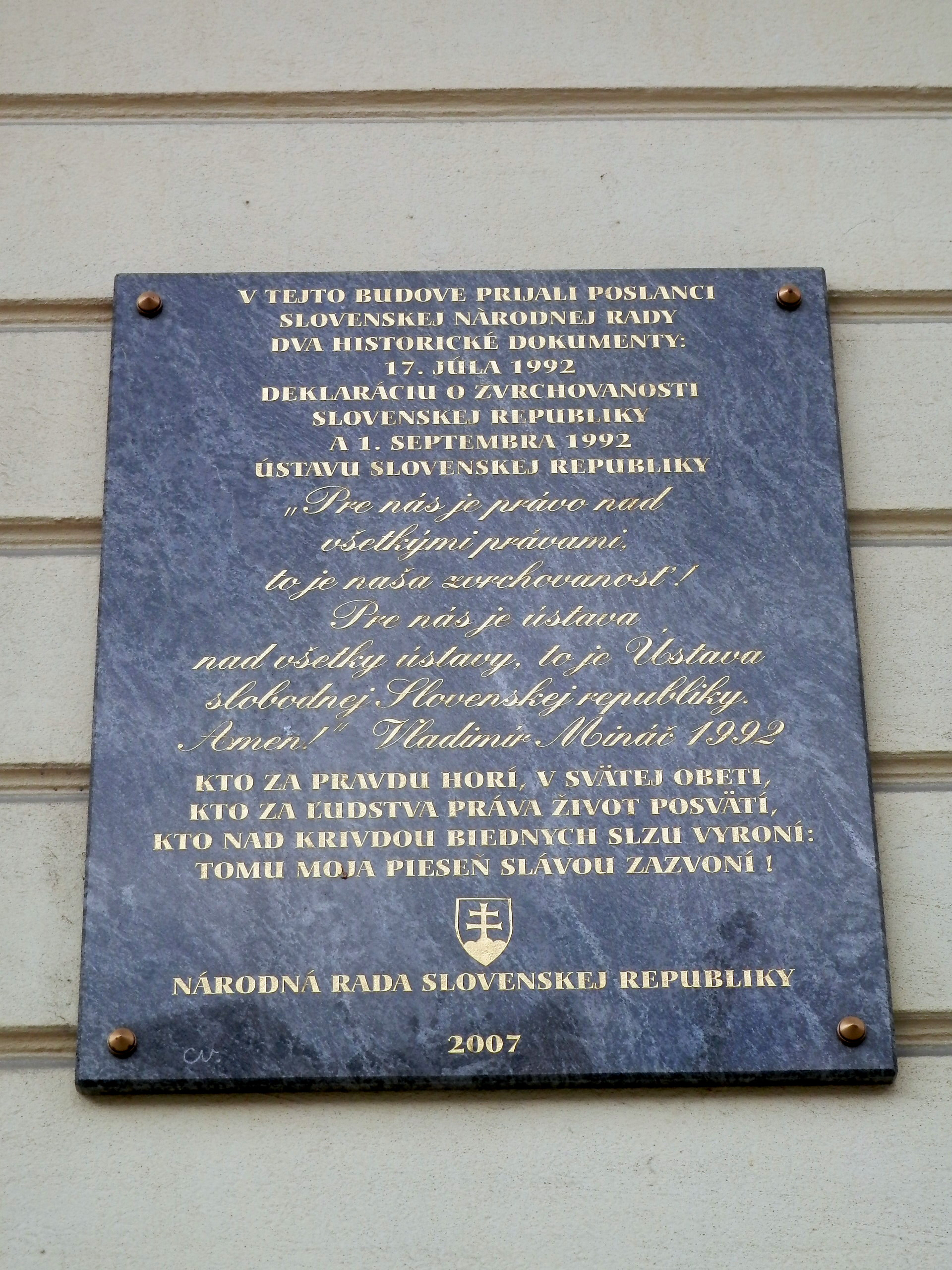
Мемориальная табличка на историческом здании Словацкого национального совета

Декларация Словацкого национального совета о независимости словацкой нации (словац. Deklarácia Slovenskej národnej rady o zvrchovanosti Slovenskej republiky) была принята 17 июля 1992 года на заседании Словацкого национального совета, когда члены Совета потребовали независимости Словакии. Это событие стало частью процесса, завершившегося с распадом Чехословакии и созданием независимой Словакии 1 мая 1993 года.
Текст декларации на словацком языке:
| My, demokraticky zvolená Slovenská národná rada, slávnostne vyhlasujeme, že tisícročné úsilie slovenského národa o svojbytnosť sa naplnilo. V tejto historickej chvíli deklarujeme prirodzené právo slovenského národa na sebaurčenie tak, ako to zakotvujú aj všetky medzinárodné dohody a zmluvy o práve národov na sebaurčenie. Uznávajúc právo národov na sebaurčenie, vyhlasujeme, že aj my si chceme slobodne utvárať spôsob a formu národného a štátneho života, pričom budeme rešpektovať práva všetkých, každého občana, národov, národnostných menšín a etnických skupín, demokratické a humanistické odkazy Európy a sveta. Touto deklaráciou Slovenská národná rada vyhlasuje zvrchovanosť Slovenskej republiky ako základ suverénneho štátu slovenského národa. Bratislava 17. júl 1992 |

Перевод декларации на русский язык:
| Мы, демократически избранный Словацкий национальный совет, торжественно заявляем что тысячелетняя борьба словацкой нации за независимость выполнена. В этот исторический момент мы заявляем о естественном праве словацкой нации на самоопределение, о чём свидетельствуют все международные соглашения и договоры о праве народов на самоопределение. Признавая право народов на самоопределение, мы заявляем, что мы также хотим свободно создавать путь и форму национальной и государственной жизни, уважая всеобщие права, всех граждан, наций, национальных меньшинств, этнических групп, демократическое и гуманистическое наследие Европы и мира. В соответствии с этим заявлением Словацкий национальный совет объявляет суверенитет Словацкой Республики в качестве основы для суверенного государства словацкой нации. Братислава, 17 июля 1992 года |